# Ninogniew z Kryska

Herb Prawdzic

Ninogniew z Kryska  i Grodzanowa herbu Prawdzic (ur. ok. 1404, zm. w ok. 1468) – wojewoda płocki w latach 1466–1468, kasztelan czerski, warszawski i płocki.

## Życie prywatne
Syn Leona z Łaskarzewa i Kryska. Brat Pawła, kasztelana sierpskiego i Tomasza. Dwukrotnie żonaty. Pierwsza żona została matką pięciu synów oraz dwóch córek, m.in.:
- Ninogniewa Kryskiego (zm. 1507), wojewody płockiego, kasztelana raciąskiego i wiskiego;
- Jana z Gradzanowa Kryskiego, kanonika płockiego i podkanclerzego mazowieckiego;
- Katarzyny, żony późniejszego kasztelana wyszogrodzkiego Ziemaka z Brukowa;
- Doroty, która poślubiła Świętosława z Żukowa.

Obie siostry zrzekły się dóbr majątkowych na rzecz swych braci w 1476/1477.
Druga żona Ninogniewa z Kryska, Dorota z Węgrzynowa była córką Jana Węgrzynowskiego herbu Rogala, wojewody czerskiego i wdową po Jakubie Boglewskim, kasztelanie ciechanowskim zamordowanym przez archidiakona gnieźnieńskiego Jana Pieniążka, przy udziale Doroty z Węgrzynowa. Małżeństwo to było bezpotomne.

## Kariera
Od samego początku pełnienia swych urzędów związany z Płockiem. Początkowo podsędek płocki (1434–1451), później sędzia ziemski wyszogrodzki i zakroczymski (1451-1457). W Zakroczymiu pełnił obowiązki chorążego (1440) i stolnika. W latach 1462–1463 był sędzią ziemskim płockim. W swej karierze doszedł do wysokich godności senatorskich będąc kolejno: kasztelanem czerskim (1462), kasztelanem warszawskim (1464), kasztelanem płockim (1464–1465) i wojewodą płockim od 1466 do 1468.
Był gwarantem pokoju toruńskiego 1466 roku.